# When Your Heart Stops Beating
When Your Heart Stops Beating — дебютный студийный альбом группы +44, вышел 14 ноября 2006 года, хотя уже 28 октября он просочился в интернет.

## Список композиций
1. Lycanthrope (3:57)
2. Baby, Come On (2:46)
3. When Your Heart Stops Beating (3:12)
4. Little Death (4:05)
5. 155 (3:29)
6. Lillian (4:38)
7. Cliff Diving (3:40)
8. Interlude (1:12)
9. Weatherman (4:33)
10. No, It Isn’t (3:31)
11. Make You Smile (3:44)
12. Chapter XIII (5:07)
13. Baby Come On (Акустическая версия, только для Великобритании, Германии, Мексики и Австралии) (2:54)
14. Weatherman (Акустическая версия, только для Великобритании) (4:17)
15. 145 (Акустическая версия "155") (03:35)

## Песни
- No It Isn’t — первая песня, которую выпустили +44. Её можно было скачать с их официального сайта 13 декабря 2005 года. На этот же день был запланирован выход материалов новой группы бывшего и нынешнего коллеги Марка Хоппуса и Трэвиса Баркера по blink-182, гитариста Тома ДеЛонга, Angels and Airwaves. Кроме того, 13 декабря — ещё и день рождения ДеЛонга. В интервью Марк Хоппус сообщил, что версия «No It Isn’t», выпущенная на сайте, является только демоверсией. В альбоме и на концертах у песни будет новая партия ударных и в конце добавится ещё один куплет. Трэвис Баркер заявил, что 500 эксклюзивных копий сингла «No It Isn’t» были разосланы первым 500 покупателям товаров с символикой группы.
- Lycanthrope — вторая песня, выпущенная группой. Она также была допущена к скачиванию на официальном сайте, но уже 1 сентября 2006 года.

## Участники записи
- Марк Хоппус — вокал, бас-гитара, гитара
- Шейн Галахер — гитара, бэк-вокал
- Крейг Фэрбау — гитара, бэк-вокал
- Трэвис Баркер — ударные, клавишные
- Кэрол Хеллер — бэк-вокал на демоверсии «No It Isn’t» и вокал на «Make You Smile».